# 2010 : L'Année du premier contact
Série
2001, l'Odyssée de l'espace
(1968)
Pour plus de détails, voir Fiche technique et Distribution.
2010 : L'Année du premier contact (2010: The Year We Make Contact) est un film américain écrit et réalisé par Peter Hyams, sorti en 1984.
Il s'agit d'une adaptation de 2010 : Odyssée deux, un roman d'Arthur C. Clarke publié en 1982, et de la suite du film 2001, l'Odyssée de l'espace, sorti en 1968 et réalisé par Stanley Kubrick et du roman du même nom, aussi d'Arthur C. Clarke, roman sorti après le film.

## Synopsis
En 2010, les Américains et les Soviétiques cherchent à savoir ce qu'est devenu HAL 9000, qui provoqua de nombreux problèmes lors de la mission de Discovery One neuf ans plus tôt.
Dans un monde où la guerre froide est toujours d'actualité, le directeur de la mission précédente, l'ingénieur qui a conçu le vaisseau spatial Discovery et le créateur de l'ordinateur, partent avec une équipe soviétique à bord du vaisseau spatial Léonov en direction de Jupiter, planète autour de laquelle le Discovery est toujours en orbite au point de Lagrange entre Jupiter et son satellite Io. Alors que sur Terre les tensions sont au maximum et que la guerre est sur le point d'éclater, les scientifiques des deux camps vont devoir s'unir pour comprendre l'origine de la folie de HAL et survivre.

## Fiche technique
- Titre original : 2010: The Year We Make Contact
- Titre francophone : 2010 : L'Année du premier contact
- Réalisation : Peter Hyams
- Scénario : Peter Hyams, d'après le roman 2010 : Odyssée deux d'Arthur C. Clarke
- Musique : David Shire
- Décors : Rick Simpson
- Costumes : Patricia Norris
- Photographie : Peter Hyams
- Montage : Mia Goldman et James Mitchell
- Production : Peter Hyams, Neil A. Machlis[1] et Jonathan A. Zimbert[1]
- Sociétés de production : Metro-Goldwyn-Mayer
- Sociétés de distribution : Warner Home Video (États-Unis), CIC (France)
- Pays de production :  États-Unis
- Langues originales : anglais, russe
- Format : couleur (Metrocolor)-  35 mm — 2,35:1 — Dolby
- Genre : science-fiction
- Durée : 116 minutes
- Dates de sortie :
  - États-Unis : 7 décembre 1984
  - France : 3 avril 1985

## Distribution
- Roy Scheider (VF : Richard Darbois) : Pr Heywood R. Floyd
- John Lithgow (VF : Mario Santini) : Dr Walter Curnow, concepteur de l'USS Discovery
- Helen Mirren (VF : Michèle Bardollet) : Tanya Kirbuk
- Bob Balaban (VF : Maurice Sarfati) : Dr R. Chandra, concepteur de HAL 9000
- Keir Dullea (VF : Michel Paulin) : Dave Bowman
- Douglas Rain (VF : Claude Giraud) : HAL 9000
- Madolyn Smith (VF : Céline Monsarrat) : Caroline Floyd
- Saveli Kramarov : Dr Vladimir Rudenko
- Taliesin Jaffe : Christopher Floyd
- James McEachin (VF : Med Hondo) : Victor Milson
- Mary Jo Deschanel : Betty Fernandez, veuve de Bowman
- Elya Baskin : Max Brailovsky
- Dana Elcar : Dmitri Moiseyevich
- Oleg Rudnik : Vassili Orlov
- Natasha Shneider : Irina Yakunina
- Vladimir Skomarovsky : Youri Svetlanov
- Victor Steinbach : Nikolaï Ternovsky
- Herta Ware : Jessie Bowman
- Jan Tříska : Alexandr Kovalov
- Robert Lesser : Dr Hirsch
- Candice Bergen (VF : Jeanine Forney) : SAL 9000

## Distinctions

### Nominations
- Oscars 1985 :
  - Meilleurs décors pour Albert Brenner et Rick Simpson
  - Meilleurs costumes pour Patrick Norris
  - Meilleurs effets visuels pour Richard Edlund, Neil Krepela (en), George Jenson (en) et Mark Stetson (en)
  - Meilleur maquillage pour Michael Westmore (en)
  - Meilleur son pour Michael J. Kohut (en), Aaron Rochin, Carlos Delarios (en) et Gene S. Cantamessa

- Saturn Awards 1985 :
  - Meilleurs costumes pour Patrick Norris
  - Meilleurs effets spéciaux pour Richard Edlund
  - Meilleur film de science-fiction